# Distretto di Baden (Svizzera)
Il distretto di Baden è un distretto del Canton Argovia, in Svizzera. Confina con i distretti di Bremgarten a sud, di Lenzburg e di Brugg a ovest, di Zurzach a nord e con il Canton Zurigo (distretti di Dielsdorf e di Dietikon) a est. Il capoluogo è Baden.

## Comuni
Amministrativamente è diviso in 25 comuni:
- Baden
- Bellikon
- Bergdietikon
- Birmenstorf
- Ehrendingen
- Ennetbaden
- Fislisbach
- Freienwil
- Gebenstorf
- Killwangen
- Künten
- Mägenwil
- Mellingen
- Neuenhof
- Niederrohrdorf
- Oberrohrdorf
- Obersiggenthal
- Remetschwil
- Spreitenbach
- Stetten
- Untersiggenthal
- Wettingen
- Wohlenschwil
- Würenlingen
- Würenlos

### Divisioni
- 1803: Neuenhof → Killwangen, Neuenhof
- 1819: Baden → Baden, Ennetbaden
- 1825: Ehrendingen → Oberehrendingen, Unterehrendingen
- 1854: Rohrdorf → Niederrohrdorf, Oberrohrdorf, Remetschwil
- 1884: Gebenstorf → Gebenstorf, Turgi

### Fusioni
- 1803: Kirchdorf, Obersiggenthal → Obersiggenthal
- 1805: Busslingen, Niederrohrdorf, Oberrohrdorf, Remetschwil, Staretschwil → Rohrdorf
- 1900: Kempfhof, Oetlikon, Würenlos → Würenlos
- 1906: Büblikon, Wohlenschwil → Wohlenschwil
- 1962: Baden, Dättwil → Baden
- 2006: Oberehrendingen, Unterehrendingen → Ehrendingen
- 2024: Turgi, Baden → Baden